# Alberto Targino
Alberto Targino (Fortaleza, 24 de janeiro  de 1912 — Fortaleza, 2 de janeiro de 2016) foi vendedor, delegado, vereador, prefeito, construtor e produtor de cachaça. Ficou conhecido por ser o fundador da cachaça Colonial.

## Carreira
Sua primeira empresa foi uma mercearia, fundada quando tinha 14 anos em Aquiraz. Ela se transformou em uma loja de tecidos, secos e molhados.
Seu pai abriu uma fábrica de rapadura, cachaça e açúcar, chamada de Sítio Colégio (por ter sido construída sobre as ruínas do antigo colégio dos Jesuítas). Com a morte de seu pai ele herdou a fábrica e em 1935 registrou a marca Colonial, vendida como a “Cachaça do Sr. Tibúrcio” (em homenagem a seu pai).
Na década de 1940 expandiu seus negócios para o Maranhão. Em 1958 montou uma fábrica em Maranguape e abriu uma unidade de envasamento em Fortaleza.
Foi vereador na década de 30 e prefeito de Aquiraz em três mandatos 1950, 1958 e 1966.

## Família
Perdeu sua mãe quando tinha apenas oito anos e, em 1933, aos 21 anos, também perdeu seu pai. Mesmo sendo o mais novo de oito irmãos foi ele quem assumiu os negócios do pai. Foi casado com Laís Sidrim Targino, também de Fortaleza.
Recebeu a Medalha do Mérito Industrial da FIEC.
Participou do Rotary Club. Rotariano por mais de 40 anos.
Morreu em casa, aos 103 anos. Segundo seu filho, a causa da morte foi "velhice".